# Gottesdienstbeauftragter
Als Gottesdienstbeauftragte werden mancherorts in der römisch-katholischen Kirche Laien bezeichnet, die vom Ortsbischof damit beauftragt sind, Gottesdienste zu leiten. Die Laien sind meist ehrenamtlich tätig. Weitere Bezeichnungen sind Gottesdienstleiter/-in, Gottesdiensthelfer/-in.,
Leiterin und Leiter von Wort-Gottes-Feiern
oder Wortgottesdienstleiter/-in.
In den Bistümern der DDR wurde der Begriff Diakonatshelfer verwendet.
Zu den Aufgaben von „Gottesdienstbeauftragten“ gehört die Leitung von:
- Wort-Gottes-Feiern
- Horen der Tagzeitenliturgie
- Kommunionfeiern
- eucharistische  Andachten
- Feiern  mit  Kranken  und  Sterbenden  (Krankenkommunion,  Wegzehrung)
- Bußgottesdienste
- bestimmte  Segnungen
- bestimmte liturgische Feiern während des Katechumenats
- die Feier des Begräbnisses

Diese Leitung der Gottesdienste geht über die Mitwirkung als Kommunionhelfer, Lektor, Kantor oder den Ministrantendienst hinaus und ist bei einem „Mangel an geweihten Amtsträgern“ oder bei „deren Verhinderung unter Verfolgungsregime“ erlaubt.
Um diesem Sonderzustand gerecht zu werden, erfolgt die Beauftragung mit einer räumlichen und zeitlichen Begrenzung. Dadurch wird deutlich, dass die Gottesdienstbeauftragten ihre Aufgabe ersatzweise und in Einheit mit dem Bischof ausüben.

## Situation in Deutschland
Die „Gottesdienstbeauftragten“ werden in der Regel vom Ordinariat ausgebildet und vom Bischof beauftragt. Am 8. Januar 1999 haben die Bischöfe in Deutschland eine Rahmenordnung für die Zusammenarbeit von Priestern, Diakonen und Laien im Bereich der Liturgie verabschiedet.